# Ubena (Schiff)
Die Ubena war ein Kombischiff der Deutschen Ost-Afrika Linie (DOAL). Sie war benannt nach dem Land der Bena, einer Volksgruppe in Tansania, und wurde am 31. Juli 1928 in Dienst gestellt. Ihr Schwesterschiff Watussi wurde am 30. Mai 1928 von der seit 1922 mit der DOAL fusionierten, juristisch jedoch weiterhin selbständigen Woermann-Linie in Dienst gestellt.

## Geschichte

### Bau und technische Daten
Da sich der Afrikaverkehr der beteiligten deutschen Reedereien nach Abschluss eines Konferenzvertrages 1924 mit britischen und niederländischen Reedereien sehr gut entwickelte, orderten die DOAL und die Woermann-Linie 1927 zwei Neubauten bei Blohm & Voss. Sie sollten mit rund 9500 BRT und Raum für 325 Passagiere erheblich größer sein als die bisher im Afrikaverkehr eingesetzten Schiffe. Als erster Neubau lief die Watussi am 2. Februar 1928 vom Stapel. Ihr folgte am 31. März 1928 mit der Baunummer 482 ihr praktisch baugleiches Schwesterschiff Ubena, die am 31. Juli 1928 an die DOAL abgeliefert wurde. Das Schiff war 141,1 m lang (Lüa) und 18,3 m breit, hatte 9,1 m Tiefgang und war mit 9554 BRT vermessen. Seine Dampfturbinen leisteten 4200 PSw und ermöglichten eine Dienstgeschwindigkeit von 13,5 Knoten (kn). Es gab 124 Plätze in der I. Klasse, 78 in der II. und 132 in der III. Klasse.

### Afrikadienst
Die beiden neuen Schiffe fuhren auf einer für sie eingerichteten neuen Hauptlinie in 21 Tagen von Hamburg über Rotterdam und Southampton nach Las Palmas und von dort über Walfischbucht und Lüderitzbucht nach Kapstadt, dann weiter über Port Elizabeth, East London und Durban bis nach Lourenco Marques. Auf der Rückfahrt führte die Fahrt ab Kapstadt ohne weiteren Zwischenstopp direkt nach Europa. In den folgenden Jahren wurden die Routenführungen allerdings mehrfach verändert.
1934 wurden die beiden Schwesterschiffe umgebaut. Dabei wurden sie um 7 m verlängert, was ihre Dienstgeschwindigkeit um einen Knoten erhöhte; bei einer im Juli 1934 durchgeführten Probefahrt erreichte die Ubena eine Geschwindigkeit von 15,8 kn. Gleichzeitig wurden die bisherigen II. und III. Klassen zu einer Touristenklasse zusammengefasst.
1939 wurden die Ubena und die Watussi auch auf den sogenannten „Hansafahrten“ eingesetzt, die man für die neuen Passagierschiffe Windhuk und Pretoria konzipiert hatte. Da bei der Ausreise mehrere Ladetage in Hamburg, Rotterdam und Antwerpen benötigt wurden, wurde eine achttägige Vorreise zu den beiden Beneluxhäfen eingeführt, die als „Hansafahrten“ auch ein Angebot an deutsche Touristen enthielt: Ausflüge nach Delft, Den Haag, Scheveningen und Amsterdam bzw. Mechelen, Löwen, Tervuren, Brüssel und Gent sowie Besichtigungen der Schlachtfelder von Ypern und ein dreitägiger Ausflug nach Paris. Nach der Rückkehr nach Hamburg erfolgte dann die Ausreise nach Südafrika.

### Zweiter Weltkrieg
Nur wenige Tage vor dem Beginn des Zweiten Weltkriegs gelang der Ubena am 30. August 1939 die Rückkehr nach Hamburg. Sie wurde bald darauf von der Kriegsmarine requiriert und nach entsprechenden Modifikationen ab November 1939 in Kiel als Wohnschiff der 7. U-Boot-Flottille eingesetzt. Von März bis Dezember 1941 war sie Wohnschiff bei der 3. U-Flottille in Kiel, dann bis August 1942 bei der 5. U-Flottille in Kiel. Ab August 1942 war sie dann Wohnschiff bei der 1. Unterseebootslehrdivision und der dieser unterstellten 21. U-Flottille in Pillau.
Bei der im Januar 1945 beginnenden Evakuierung von Verwundeten und Flüchtlingen aus Ostpreußen war die Ubena von Beginn an beteiligt. Am 25. Januar lief der erste große Transport mit der Ubena, der Robert Ley, der Pretoria, der Duala und den aus Königsberg kommenden General San Martin und Der Deutsche mit zusammen rund 25.000 Flüchtlingen und Verwundeten an Bord von Pillau nach Westen aus. Die Ubena wurde dann am 2. Februar zum Verwundetentransporter deklariert und unternahm noch sechs weitere Evakuierungsfahrten. Am 25. März verließ sie mit über 4000 Menschen an Bord als letztes deutsches Schiff den Hafen von Danzig-Neufahrwasser, der bereits unter sowjetischem Artilleriefeuer lag. Insgesamt brachte sie mehr als 27.000 Soldaten und Flüchtlinge aus den Ostgebieten des Deutschen Reiches nach Westen. Rund 30 Kinder kamen bei diesen Fahrten auf dem Schiff zur Welt und der Kapitän ließ sie alle mit zweitem Vornamen „Ubena“ taufen.

### Nachkriegszeit
Bei Kriegsende lag die Ubena in Travemünde, wo sie von der britischen Royal Navy als Kriegsbeute in Besitz genommen wurde. Sie wurde im Juli 1945 unter dem neuen Namen Empire Ken vom Ministry of War Transport (MoWT) als Truppentransporter übernommen, war im Dezember 1945 einsatzbereit und brachte dann alliierte Truppen zurück in ihre Heimatländer. In den Folgejahren transportierte sie Truppen innerhalb des britischen Commonwealth. Im Juli und Dezember 1948 brachte sie auf zwei Fahrten 349 bzw. 350 Displaced Persons polnischer Herkunft aus Uganda und Tanganyika nach Southampton. Im November 1956 brachte sie während der Sueskrise Truppen von Limassol (Zypern) nach Port Said am Sueskanal.
Das alte Schiff wurde ab September 1957 anfangs in Dalmuir und dann ab 16. Dezember 1957 in Troon in Schottland abgewrackt und verschrottet.